# Чезаре Пердиса
Чезаре Пердиса (на италиански: Cesare Perdisa) е бивш пилот от Формула 1.
Роден на 2 октомври 1940 година в Болоня, Италия.

## Формула 1
Чезаре Пердиса прави своя дебют във Формула 1 в Голямата награда на Монако през 1955 година. В световния шампионат записва 8 състезания като печели пет точки и се качва два пъти на подиума, състезава се за Мазерати и Ферари.